# ハンド郡 (サウスダコタ州)
ハンド郡（英: Hand County）は、アメリカ合衆国サウスダコタ州の中央部に位置する郡である。2010年国勢調査での人口は3,431人であり、2000年の3,741人から8.3％減少した。郡庁所在地はミラー市（人口1,489人）であり、同郡で人口最大の町でもある。

## 歴史

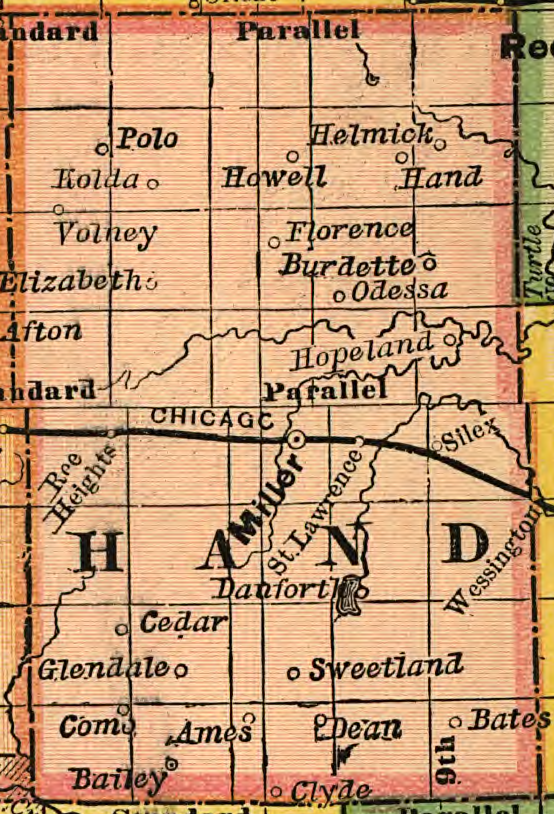
ハンド郡とその町と村、1892年の地図

ハンド郡はオハイオ州アクロン出身のジョージ・H・ハンドに因んで名付けられた。1873年にダコタ準州議会によって創設された。現在の領域は組織化された1882年に確定された。

## 地理
アメリカ合衆国国勢調査局に拠れば、郡域全面積は1,440平方マイル (3,729.6 km2)であり、このうち陸地は1,437平方マイル (3,721.8 km2)、水域は4平方マイル (10.4 km2)で水域率は0.25％である。

### 主要高規格道路
- アメリカ国道14号線
- アメリカ国道212号線
- サウスダコタ州道26号線
- サウスダコタ州道45号線

### 隣接する郡
- フォーク郡 - 北
- スピンク郡 - 北東
- ビードル郡 - 東
- ジェロールド郡 - 南東
- バッファロー郡 - 南西
- ハイド郡 - 西

## 人口動態
以下は2000年の国勢調査による人口統計データである。
| 基礎データ - 人口: 3,741人 - 世帯数: 1,543 世帯 - 家族数: 1,050 家族 - 人口密度: 1人/km2（3人/mi2） - 住居数: 1,840軒 - 住居密度: 0軒/km2（1軒/mi2） 人種別人口構成 - 白人: 99.30% - アフリカン・アメリカン: 0.03% - ネイティブ・アメリカン: 0.13% - アジア人: 0.08% - その他の人種: 0.13% - 混血: 0.32% - ヒスパニック・ラテン系: 0.29% 年齢別人口構成 - 18歳未満: 24.6% - 18-24歳: 5.1% - 25-44歳: 22.3% - 45-64歳: 23.8% - 65歳以上: 24.2% - 年齢の中央値: 44歳 - 性比（女性100人あたり男性の人口） - 総人口: 96.2 - 18歳以上: 92.9 | 世帯と家族（対世帯数） - 18歳未満の子供がいる: 28.1% - 結婚・同居している夫婦:60.9% - 未婚・離婚・死別女性が世帯主: 4.4% - 非家族世帯: 31.9% - 単身世帯: 30.2% - 65歳以上の老人1人暮らし: 17.4% - 平均構成人数 - 世帯: 2.38人 - 家族: 2.97人 収入と家計 - 収入の中央値 - 世帯: 32,377米ドル - 家族: 38,017米ドル - 性別 - 男性: 26,335米ドル - 女性: 16,181米ドル - 人口1人あたり収入: 18,735米ドル - 貧困線以下 - 対人口: 9.2% - 対家族数: 6.1% - 18歳未満: 8.9% - 65歳以上: 10.5% |

## 都市と町
- ミラー - 郡庁所在地
- ポロ
- リーハイツ
- セントローレンス
- ベイランド
- ウェッシントン

### 郡区
ハンド郡は下記36の郡区に分けられている。
| - アルデン - アルファ - ベイツ - バーデット - キャンベル - カールトン - シーダー - コモ - フロレンス - ギルバート | - グレンデール - グランド - グリーンリーフ - ハイランド - ホールデン - ハルバート - リン - ローガン - ミッドランド - ミラー | - モンダミン - オハイオ - オンタリオ - パーク - パール - プラトー - プレザントバレー - リーハイツ - リバーサイド - ロックデール | - ローズヒル - セントローレンス - スプリングヒル - スプリングレイク - ウィートン - ヨーク |

またノースウェストハンドという未編入領域もある。